# Croton ichthygaster
Espèce
Croton ichthygaster est une espèce de plantes à fleurs du genre Croton et de la famille des Euphorbiaceae présente au Brésil (Santa Catarina).